# Proyecto San Jorge
PSJ Cobre Mendocino es un proyecto dedicado a la prospección, exploración y desarrollo minero de cobre en el Departamento Las Heras, Provincia de Mendoza, República Argentina.

## Localización
El PSJ se localiza en el distrito Uspallata, departamento Las Heras, de la provincia de Mendoza, República Argentina, en la precordillera mendocina a una altura aproximada entre los 2.400 y 2.900 m s.n.m. Dista 97 km en dirección Noroeste de la ciudad de Mendoza, capital provincial y a 37 km de la localidad de Uspallata. Las coordenadas centrales del PSJ son: 32° 14' 31.4340" W, 69° 26' 18.7692" S. 

## Geología y mineralización
Según la ficha informativa publicada por la Comisión de Minería de la Cámara de Diputados de la Nación, se trata de: 

un depósito del tipo pórfiro de cobre y oro asociado a un intrusivo félsico terciario, dentro del ambiente geológico del graben del Valle de Uspallata. La mineralización se presenta en el contacto del intrusivo con sedimentitas paleozoicas, con la típica zonación vertical presentando una zona oxidada y una zona de enriquecimiento de 40 m de promedio. Las leyes promedian 0,5% de Cobre y localmente hasta 2%.

En marzo de 2012, en un informe dado a conocer por el titular de la empresa Coro Mining, entonces operadora del proyecto: 

San Jorge contiene pórfidos de cobre y depósitos de oro, contiene óxido enriquecido y mineralización primaria. Los recursos están contenidos dentro de material de óxido, que sólo puede ser procesado por métodos de lixiviación; material enriquecido, que podría ser procesado por lixiviación o flotación, además de material primario que sólo puede ser procesado por flotación.”

El análisis del material muestra la presencia de 0,19 g/ton de oro.
La Facultad de Ingeniería de la Universidad Nacional de Jujuy, en su Gacetilla del Área de Minas señala que: 

La calcopirita, pirita y sus variaciones cubanita, mackinawita y marcasita constituyen los principales sulfuros primarios. En menor cantidad se encuentra pirrotina, arsenopirita, molibdenita, oro, esfalerita y trazas de borni
ta, galena y minerales de plata y bismuto. Solo la pirita es euhedral, mientras que otras veces aparece como subhedral al igual que la arsenopirita. El resto de los sulfuros son anhedrales. El tamaño de los sulfuros típicamente oscila entre 0,5 y 1,5 mm.

## Reservas
En el año 2012, la empresa CoroMining, informó que la suma de las reservas probadas y las probables ascendía a 48 millones de toneladas de mineral a 0,61%, lo que equivale a aproximadamente 294.600 toneladas de cobre.

## Historia
En junio de 2007, en la provincia de Mendoza se promulgó la Ley N°7722, destinada a la protección ambiental, cuyo Artículo 1 prohíbe “el uso de sustancias químicas como cianuro, mercurio, ácido sulfúrico, y otras sustancias tóxicas similares en los procesos mineros metalíferos de cateo, prospección, exploración, explotación y/o industrialización de minerales metalíferos obtenidos a través de cualquier método extractivo”.
El 24 de septiembre de 2008, Coro Mining Corp, a través de su operadora Minera San Jorge presentó su Informe de Impacto Ambiental (IIA) ante la Dirección de Minería de la Provincia.

En julio de 2009, siguiendo los procedimientos legales, se abrió la instancia de consulta pública a los efectos de lograr la aprobación de los pobladores respecto del proyecto.
Durante los siguientes meses grupos de vecinos de Uspallata, organizaciones ambientalistas y diversas entidades realizaron asambleas y encuentros en oposición al proyecto minero.
En febrero de 2010 se dio a conocer la aprobación del IIA del proyecto dada por distintas entidades del ámbito provincial y nacional.
En julio de 2010 los vecinos de Uspallata presentaron sus reclamos ante el Concejo Deliberante del departamento.
El 26 de octubre de 2010 se realizó una audiencia pública en la cual participaron vecinos de Uspallata, representantes de la empresa minera y de la iglesia.
Durante los meses siguientes se realizaron diversas acciones tendientes a impedir la realización del proyecto.
Finalmente, en agosto de 2011, mediante votación unánime, la Legislatura rechazó la Declaración de Impacto Ambiental de San Jorge, previamente aprobada por el Ejecutivo provincial, cancelando de este modo la explotación del proyecto minero.
En estas circunstancias, la única posibilidad de avanzar con el proyecto era modificar sustancialmente la planificación y presentar un IIA completamente nuevo. A principios de marzo de 2012, CoroMining anunció la presentación de un nuevo proyecto que llamó “biprovincial”, mediante el cual se planeaba efectuar la extracción en Mendoza, transportar el material por vía férrea a la cercana San Juan y efectuar allí, en cercanías de la localidad de Barreal, el proceso de lixiviación.
En julio de 2015, el grupo Aterra, de capitales rusos, adquirió la totalidad del paquete accionario de CoroMining siendo así los nuevos propietarios del proyecto.
En 2024, Zonda Metals GmBH y Grupo Alberdi asumieron la titularidad del proyecto.
```
GT Ingeniería S.A. realizó estudios socioambientales desde 2012, consolidando en 2022 una Línea de Base Ambiental y Socioeconómica que guía el desarrollo del IIA presentado en 2025. 
```